# Milenci v roce jedna
Milenci v roce jedna (littéralement en français Les Amants de l'An un) est un film dramatique tchécoslovaque de 1973 réalisé par Jaroslav Balík.
Il a été sélectionné pour le meilleur film en langue étrangère à la 47e cérémonie des Oscars, mais n'a pas été nommé. 

## Synopsis
Durant l'été 1945, un groupe de jeunes profite pleinement du début d'une nouvelle vie. Pour eux, c'est la première année. L'un d’eux, Pavel, étudiant en droit, est beaucoup plus attiré par le cinéma que par le droit. Avec sa caméra de huit millimètres, il filme tout ce qui attire son regard. Un jour, il capture sur pellicule un visage intéressant, une fille à l'air plein de mystère. Il rend visite à la jeune fille, qui s'appelle Helena, et la rencontre avec sa sœur aînée énergique Olga. D'Olga, il apprend que les filles ont passé les années d'occupation allemande dans un camp de concentration et ne peuvent oublier les horreurs qu'elles ont subies. Olga prévient également Pavel, sans compromis, que les différences dans leurs expériences de guerre créent un fossé insurmontable entre eux et le groupe d'amis de Pavel. Malgré cela, Pavel fait tout ce qu'il peut pour redonner joie et espoir à Helena. Avec son doux soutien, la jeune fille retrouve peu à peu ses émotions oubliées et son envie de vivre. Cependant, elle est incapable de faire l'amour avec Pavel, bien que les deux jeunes gens soient tombés amoureux l'un de l'autre.
Déçu, Pavel apprend par Olga la raison de ce handicap : alors qu'elle traversait la ligne de front, Helena a été violée par trois soldats. Sachant cela, Pavel fait de son mieux pour aider Helena à surmonter également cette horreur. Helena conçoit un enfant avec Pavel, mais sa sœur, sceptique, fait pression sur la jeune fille pour qu'elle avorte et immigre avec elle en Australie. Pour la première fois, la timide Helena défie l'autorité de sa sœur, pensant à son enfant et donnant la priorité à sa vie future avec Pavel.

## Distribution
- Marta Vančurová : Helena Poláková
- Viktor Preiss : Pavel Krouza
- Libuše Švormová : Olga
- Petr Svojtka : Evžen
- Jana Švandová : Jana
- Ota Sklenčka (cs) : Režisér
- Bedřich Prokoš : le professeur
- Jiří Kodet : un assistant
- Jan Teplý  : Mladík
- Naďa Konvalinková : Jarmila
- Jitka Smutná : Zdena
- Jitka Zelenohorská : Jitka
- Zuzana Geislerová : Věra